# Triolet (poésie)
Pour les articles homonymes, voir Triolet.
Pour un article plus général, voir Poème à forme fixe.
En poésie, un triolet est un poème à forme fixe composé de huit vers sur deux rimes et dans lequel les premier, quatrième et septième vers, ainsi que les deuxième et huitième vers, sont identiques. 

## Historique
Le triolet, qui fut également appelé rondel simple, est d'origine française et apparaît pour la première fois au XIIIe siècle[réf. souhaitée].

## Description
Le mètre d'un triolet est généralement octosyllabique. Il peut être composé de deux quatrains ou bien d'un seul tenant, formant un huitain que l'on appelle alors triolet continu[réf. souhaitée].
Par sa légèreté, le triolet convient au genre satirique ou gracieux[C'est-à-dire ?]. 

## Exemple
Le poème À Philis de Théodore de Banville est un exemple de triolet :
Si j'étais le Zéphyr ailé,

J'irais mourir sur votre bouche.

Ces voiles, j'en aurais la clé

Si j'étais le Zéphyr ailé.

Près des seins pour qui je brûlai

Je me glisserais dans la couche.

Si j'étais le Zéphyr ailé,

J'irais mourir sur votre bouche.
— Théodore de Banville, Les Cariatides, 1842, À Philis